# 蒔田尚昊
蒔田 尚昊（まいた しょうこう、1935年〈昭和10年〉3月13日 - 2024年〈令和6年〉12月26日）は、日本の作曲家、編曲家である。別名︰冬木 透（ふゆき とおる）名義を用いる。

## 人物
満洲国の首都新京出身で、14歳で母の郷里広島県へ戻る。広島県北の高校から広島市内の広島観音高等学校へ転校して卒業する。1952年創立のエリザベト短期大学作曲科に入学し、宗教音楽専攻科を修了する。卒業後に、TBS（当時ラジオ東京）へ入社して効果音を担当しつつ、国立音楽大学作曲科に編入する。TBS社員の立場で連続テレビドラマ『鞍馬天狗』の音楽を任されたことが劇伴作曲家デビューとなった。
合唱曲、特に児童合唱のための作・編曲が多い。クリスチャンであり、宗教曲（キリスト教）も書いているほか、広島の世界平和記念聖堂にオルガンが設置されたことをきっかけとしてオルガン楽曲も手掛け、1970年の大阪万博では、バチカン市国キリスト教館のオルガンコンクール作曲部門で最高位を獲得した。
映画・テレビの音楽を担当する際は、冬木透の名前を用いる。この分野では、『ウルトラセブン』に始まるウルトラシリーズや、NHKの連続テレビ小説『鳩子の海』などが知られる。
『帰ってきたウルトラマン』の防衛隊・MATのテーマで流れる男声コーラス「ワンダバ」は、その後のウルトラシリーズの防衛隊音楽に大きな影響を与えた。
『ウルトラマンA』第51話「命を吸う音」では、バイオリン教室の教師役で出演している。
クラシック音楽にも精通しており、その流用も多く行った。『ウルトラセブン』の最終回ではシューマンのピアノ協奏曲を流用したほか、フィンランドを舞台としたアニメ『牧場の少女カトリ』の劇伴使用曲は、そのほぼ全曲がフィンランドの作曲家シベリウスの作品からの編曲であった。
1964年から桐朋学園大学音楽学部・作曲理論科で33年間教鞭をとり、多くの音楽家を育てた。
女優の岡本舞は娘である。
2024年12月26日、誤嚥性肺炎のため東京都内で死去。89歳没。

## 蒔田尚昊名義の作品
- オーケストラのための組曲「歳時」（2012年 新日鉄住金文化財団委嘱）
- ピアノとオーケストラのための協奏的小品　ト長調
- ピアノとオーケストラのための協奏的小品　ニ長調
- ピアノコンチェルティーノ「かごめかごめ」
- コンチェルティーノ「秋祭りの日のロンディーノ」
- コンチェルティーノ「ずいずいずっころばし」
- コンチェルティーノ「アラベスク」
- ピアノのためのソナチネ（1955年）
- 無伴奏チェロソナタ（1959年）
- 主題のない変奏曲（2つのヴァイオリンのために・1963年）
- フルートと打楽器（ドラム）のためのソナタ（1966年）
- フルートと打楽器のための封印の書（1974年）
- オルガンのための「黙示録による幻想曲」- 1970年、大阪万博のバチカン市国（キリスト教館）のオルガンコンクール作曲部門での最高位受賞作[7]。
- 合唱のための[注釈 1]「黙示録によるモテット」（歌詞ラテン語。1974年、初演・東京荒川少年少女合唱隊。同合唱隊委嘱作品）
- 混声合唱のための牧水歌集
- 組曲「碑（いしぶみ）のねがい」～混声合唱とピアノのために～
- 児童合唱組曲「ハーモニーの輪」(作詞・中山知子。1973年9月、全音楽譜出版社より第1版第1刷）
- 児童合唱のための「町の子の原っぱ」
- アンデルセン組曲（女声/児童合唱、独唱、ピアノ、ナレーションのための）
- 花と草と風と（作詞・やなせたかし。1985年度・第52回NHK全国学校音楽コンクール小学校の部課題曲）
- 同声三部合唱による「蝙蝠のワルツ」
- 女声合唱とピアノのための組曲「冬のマリア」
- 歌曲「秋」「海の子守唄」
- 歌曲「智恵子抄」（高村光太郎・詩）I 樹下の二人 II あどけない話 III 同棲同類 IV 千鳥と遊ぶ智恵子 V レモン哀歌
- 「ガリラヤの風かおる丘で」(作詞・別府信男） - 初出は『ともにうたおう：新しいさんびか50曲』(日本基督教団出版局、1976年12月)[8]。『典礼聖歌』(あかし書房）[注釈 2]388番・『讃美歌21』(日本基督教団出版局）57番・『新聖歌』(教文館）40番などに収録。
- 東京都立日野台高等学校校歌
- 芝浦工業大学中学校・高等学校校歌
- ノートルダム清心中学校・高等学校校歌

## 冬木透名義の作品

### テレビ音楽
- 鞍馬天狗（1956年、KRテレビ） - 冬木名義のデビュー作。
- いろはにほへと（1959年、KRテレビ）
- 判決（1962年/1978年、NET/テレビ朝日）
- ただいま11人（1964年、TBS）
- ここに泉あり（1964年、東京12チャンネル）
- 土曜日の虎（1966年、TBS）
- レモンのような女（1967年、TBS）
- 風（1967年、TBS）
- ウルトラシリーズ
  - ウルトラセブン（1967年、TBS）
  - 帰ってきたウルトラマン（1971年、TBS）
  - ウルトラマンA（1972年、TBS）[注釈 3]
  - ウルトラマンレオ（1974年、TBS）
  - ザ☆ウルトラマン（1979年、TBS） - 第2回録音分のみ。主題歌と第1回録音分は『ウルトラQ』、『ウルトラマン』の音楽を手がけた宮内國郎による。
  - ウルトラマン80（1980年、TBS）
  - ウルトラセブン1999最終章6部作（1999年）
  - ウルトラマンネオス（2000年）
  - ウルトラマンコスモス（2001年、毎日放送）
- 悲しみよこんにちは（1967年、TBS）
- 妖術武芸帳（1969年、TBS）
- ミラーマン（1971年、フジテレビ）
- あした天気になあれ (1972年、NHK)
- ファイヤーマン（1973年、日本テレビ）
- 鳩子の海（1974年、NHK）
- それ行け!カッチン（1975年、TBS）
- 恐竜探険隊ボーンフリー（1976年、NET）
- 太陽の牙ダグラム（1981年、テレビ東京）[9]
- ちょっと神様（1982年、TBS）
- 牧場の少女カトリ（1984年、フジテレビ）
- 機甲界ガリアン（1984年、日本テレビ）
- コボちゃん（1992年、日本テレビ）
- NHKニュース21 テーマ曲（桐朋学園音楽学部・演奏）

### 映画音楽
- 無常
- 曼陀羅
- 哥
- 怪獣大奮戦 ダイゴロウ対ゴリアス
- 燃える男 長島茂雄 栄光の背番号3
- ウルトラマンコスモス THE FIRST CONTACT
- 大決戦!超ウルトラ8兄弟（「音楽特別参加」という形でクレジットされている）
- ホームカミング（2011年3月12日公開）　※栗山和樹と共同で担当

### 楽曲提供
- ウルトラマンタロウ（「ウルトラの母のバラード」作曲・編曲）
- ウルトラマンマックス（実相寺昭雄監督作品において）
- ウルトラマンメビウス（挿入歌「Run through!〜ワンダバ「CREW GUYS」〜」作曲・編曲および、「スクランブル2006」におけるコーラス録音のディレクション）
- 怪奇大作戦セカンドファイル（メインテーマの作曲・編曲）
- シルバー假面（メインテーマの作曲・編曲）
- 機動警察パトレイバー（旧OVAシリーズ）（「栄光の特車隊」作曲）
- ウルトラマンタイガ（第6話、第22話）
- ウルトラマンZ（「ウルトラセブン」音楽<第9話>、「ウルトラマンA」音楽<第19話>）

### その他
- ナショナル掃除機「隼」（CM）
- 交響詩ウルトラセブン
- 交響曲ULTRA COSMO
- キリンビール　21世紀ビール（CM）
- ぐいぐい走れ仙石線（仙台放送製作DVD「懐かしのせんだい・みやぎ映像集 続 昭和の情景」のエンディングテーマ）

## これまでの冬木透・蒔田尚昊個展コンサート
- 「実相寺昭雄・映像と音楽の回廊・ファンタスマ　冬木透がいっぱい part1」（2000年３月13日天王州アイル、アンサンブル東風）
- 「実相寺昭雄・映像と音楽の回廊・ファンタスマ　冬木透がいっぱい part2」（2000年３月25日天王州アイル、アンサンブル東風）
- 蒔田尚昊と冬木透の宇宙Vol.1（2007年9月5日すみだトリフォニ－小ホール、桐柊会）
- 冬木透 CONDUCTS ウルトラセブン（2009年3月13日東京オペラシティコンサートホール、冬木透指揮、東京交響楽団）
- 蒔田尚昊と冬木透の宇宙Vol.2（2009年4月20日　東京文化会館小ホール、桐柊会）
- 蒔田尚昊と冬木透の宇宙 Vol.3　ザ☆ウルトラマン　（2010年9月10日横浜みなとみらいホール小ホール、桐柊会）
- 蒔田尚昊と冬木透の宇宙 Vol.4　ウルトラセブン45周年（2012年4月5　東京文化会館小ホール、桐柊会）
- 蒔田尚昊と冬木透の宇宙 Vol.5（2013年9月6日　渋谷区文化総合センター大和田　さくらホール、桐柊会）
- 冬木透の世界／ヒーローオーケストラ（2019年3月2日、渋谷区文化総合センター大和田　さくらホール、髙橋奨指揮、オーケストラ・トリプティーク）
- 蒔田尚昊　歌の世界／2020年3月30日、紀尾井ホール、「蒔田尚昊　歌の世界」制作委員会

## 関連CD・DVDと文献
- 『儚夢楽記（ろまんがくき）〜冬木透×実相寺昭雄 ミュージック・ヒストリー〜』
発売元：コロムビアミュージックエンタテインメント
- 『アンヌのテーマ-冬木透 ウルトラウンジ・フィーチャリング YURIKO-』
ミュージックファイルシリーズ/ミュージックファイルEX、発売元：バップ
- 『冬木透 CONDUCTS ウルトラセブン』(CD・DVD)　※2009年3月13日のコンサートを収録
発売元：MILESTONE CROWDS
- 『ウルトラ・マエストロ 冬木透 音楽選集』、2019年5月
発売元：コロムビアミュージックエンタテインメント
- 監修『ウルトラセブン・スコア・リーディング　冬木透の自筆楽譜で読み解くウルトラセブン』

青山通解説、アルテスパブリッシング、2015年
- 青山通『ウルトラセブンが「音楽」を教えてくれた』アルテスパブリッシング、2013年／新潮文庫、2020年
- 『ウルトラ音楽術』聞き手青山通、集英社インターナショナル新書、2022年4月。ISBN 978-4-7976-8098-0